# Apamea alticola
Apamea alticola är en fjärilsart som beskrevs av Smith 1890. Apamea alticola ingår i släktet Apamea och familjen nattflyn. Inga underarter finns listade i Catalogue of Life.